# Drăgășani
Drăgășani est une ville d'Olténie, région de la Valachie, en Roumanie.

## Géographie
Drăgășani se trouve dans le județ de Vâlcea, sur la rive droite de l'Olt, au confluent de la Peșceana (dont le nom indique qu'elle est poissonneuse). Sa superficie est de 44,57 ha. Lors du recensement de 2011, Drăgășani compte 17 871 habitants.

## Histoire
À Bugiulești-Tetoiu, près de Drăgășani, on a trouvé des fossiles d'hominidés dont l'ancienneté a été estimée à 200 000 ans, soit la transition entre Homo erectus et Homo sapiens. Dans le quartier de Bârsanu, on a trouvé des outils et poteries du néolithique et de l'âge du bronze.
Une route romaine reliait le castrum romain de Sucidava (aujourd'hui Celei), à celui d'Arutela (aujourd'hui Călimănești) en passant par Russidava, nom antique de Drăgășani. Cette route reliait la province danubienne de Mésie à la Dacie supérieure (actuelle Transylvanie). Elle est mentionnée dans la Table de Peutinger. Dava désigne une fortification en dace. La dénomination précédant ce suffixe est généralement liée au lieu ou à la tribu du lieu. 
La plus ancienne mention écrite de Drăgășani sous ce nom, date du 7 juin 1535, dans un document du voïvode de Valachie Vlad VII Vintilă. La localité est qualifiée de bourg dans la seconde moitié du XVIIIe siècle. 
En 1772 le baron autrichien Von Bauer de passage dans la ville y décrit l'évêché, le manoir, les églises, le marché et les nombreuses vignes et pressoirs.
En 1821, pendant la révolution de 1821, c'est à Drăgășani que les troupes ottomanes rattrapèrent les insurgés de l'Hétairie et les Pandoures conduits par Alexandre Ypsilántis et par Preda Drugănescu (ro). Les révolutionnaires se retranchèrent dans l'église fortifiée où la plupart (dont Drugănescu) périrent ; Ypsilantis ne put s'échapper de justesse que pour finir dans une prison autrichienne. Un monument commémore cet épisode.
En 1848 une nouvelle révolution soulève la pays roumains : la plupart des hommes de Drăgășani rejoignent l'armée de Troianu (à Râmnicu Vâlcea) sous la conduite de Gheorghe Magheru (ro), un ancien capitaine Pandoure. Cette révolution fut elle aussi réprimée par les Empires voisins (turc, autrichien et russe) et c'est seulement en 1856-1859 que les pays roumains purent commencer à se libérer de l'emprise de ces empires.
En août 1916, en novembre 1918 et en août 1944, des combats opposèrent à Drăgășani les troupes allemandes aux troupes roumaines : les premières furent victorieuses en 1916 (et occupèrent la Roumanie méridionale), les secondes en 1918 et en 1944 (et s'avancèrent les deux fois jusqu'à Budapest en Hongrie).
Le 30 août 1944, les élèves sous-officiers de l’Académie de gendarmerie ont notamment arrêté puis fait prisonnière une colonne motorisée de la Wehrmacht, en bloquant la route et les accès devant et derrière, et en en faisant le siège avec l'aide de la population.
Comme toute la Roumanie, Drăgășani fut soumise aux régimes dictatoriaux carliste, fasciste et communiste de février 1938 à décembre 1989. Sous le régime communiste, les vignerons furent expropriés et une entreprise vinicole d'état fut mise en place. Privatisée après la chute de la dictature, alors que les descendants des vignerons réclament restitution ou indemnisation, cette entreprise est encore, trente ans après la libération de 1989, au centre d'une controverse locale.
En 1995 Drãgãșani accède au statut de municipalité.

## Économie
Drăgășani vit surtout de la viticulture, de la fabrication de chaussures et de sac à dos en toile, de pièces pour autos, des métiers de la route et du tourisme.

## Monuments
- Le castrum romain de Russidava dans le quartier de Momotești.
- La basilique (moderne) s'élève à l'endroit même où les troupes ottomanes ont anéanti les derniers Pandoures en 1821.
- L'église St-Élie, datant de 1834.
- Maison natale et musée de l'écrivain Gib Mihăescu.
- Musée de la viticulture.

## Personnalités
- Gib Mihăescu (né en 1894, mort en 1935), écrivain.
- Mugur Isărescu (né en 1949), économiste, gouverneur de la banque nationale roumaine et Premier ministre de décembre 1999 à novembre 2000.

## Gastronomie
La roulade au jambon, spécialité Dragasaniote, est apparue au XIXe siècle. Sa recette est transmise de mère en fille depuis des générations, le prix de la meilleure roulade au jambon étant détenu depuis 1988 par la cuisinière Nicoleta Vlăduţ. Mais Drăgăşani est surtout réputé pour des vins et notamment pour le Negru de Drăgăşani (le "vin noir") et pour la cuvée du Prince Ştirbei.